# イシュメ・ダガン1世
イシュメ・ダガン1世（Ishme Dagan I）（在位：紀元前1780年 - 紀元前1741年）は古アッシリア王国時代のアムル系アッシリア王である。

## 来歴
シャムシ・アダド1世の息子として生まれた。父王によってエカラトゥムの王として封じられ、同地周辺を監督したが、同じようにマリの王に任じられていたヤスマフ・アダドと同じく父王に様々な指示を仰いでおり、また父王の側近によって行動は厳しく制限されていた。こうした指示のために彼とヤスマフ・アダドがシャムシ・アダド1世との間でやりとりした書簡が発見されており、彼に関する情報は大半がそれらから得られる物である。
シャムシ・アダド1世の死去により紀元前1780年に即位した。シャムシ・アダド1世の生前に書かれた報告書などから、イシュメ・ダガン1世は数々の戦いで勝利を収めた優秀な将軍であったことが分かるが、彼がアッシリア王となって後、アッシリアの勢力は全オリエントに影響力を振るったシャムシ・アダド1世の時代に比較してはっきりと衰えた。彼の即位に当たってはアッシリア各地で反乱が発生し、王位を安定させた後も山岳民族トゥルクー族の侵入を受けて対応に追われていた。息子のムト・アシュクルと共に各地で転戦したが、領土は後退し、紀元前1777年頃にはエシュヌンナ王イバル・ピ・エル2世の攻撃を受けたのと前後してマリを喪失し、弟ヤスマフ・アダドは消息不明となった（マリはその後、かつての王子ジムリ・リムが王座を獲得する）。
紀元前1771年にはエシュヌンナの新王シリ・シンの攻撃を受けアッシリアの政局は混乱に陥った。こういった状況下にあって、彼は父の代には格下の相手であったバビロン第1王朝の王ハンムラビに臣従の意思を表すことまでしなくてはならなかった。
ハンムラビはメソポタミアの主要な国家を次々と併呑しており、遂に紀元前1764年頃からアッシリア方面へも拡大を図り始めた。紀元前1755年までの間に、ハンムラビ王の攻撃を受けアッシリアはバビロン第1王朝の支配下に置かれたと言われている。以後イシュメ・ダガン1世の消息は不明である。
※バビロンの支配した範囲やその程度については諸説ありはっきりしない。